# Пален, Павел Петрович
Граф Па́вел Петро́вич Па́лен (нем. Paul Carl Ernst Wilhelm Philipp Graf von der Pahlen, 1775—1834) — генерал от кавалерии русской императорской армии. Герой Отечественной войны 1812 года.

## Биография
Родился 7 июля 1775 года в остзейской баронской семье Пален. Старший сын Петра Алексеевича Палена, впоследствии петербургского губернатора, а также участника и вместе с тем лидера заговора против Павла I. Брат Петра и Фёдора Паленов.
1 (12) января 1782 зачислен в службу квартирмейстером в Конный лейб-гвардии полк; вице-вахмистром 1 (12) января 1783; вахмистром 1 (12) января 1784; выпущен в Оренбургский драгунский полк в чине ротмистра 1 (12) января 1790; назначен обер-провиантмейстером 22 августа (2 сентября) 1792.
1 (12) мая 1793 Пален был переведён в Московский карабинерный полк премьер-майором и с этим полком принял участие в польских событиях 1794 года. Из премьер-маойоров армии определён капитан-поручиком лейб-гвардии Семёновского полка 25 августа (5 сентября) 1795; выпущен подполковником в Нижегородский драгунский полк 20 (31) августа 1796. Участвовал в походе против персиян.
С 12 (23) ноября 1797 Пален переведён в Кирасирский Его Величества лейб-гвардии полк, где 28 июля (8 августа) 1798 был произведён в полковники, 22 февраля (5 марта) 1799 пожалован в графское достоинство Российской империи, а 11 (23) марта 1800 ппроизведён в чин генерал-майора, с назначением шефом Лейб-кирасирского Его Величества полка.
14 (26) марта 1800 уволен к статской службе. С 14 (26) сентября 1800 принят на службу вновь, с назначением шефом Изюмского гусарского полка. Как сын главного участника дворцового переворота «уволен со службы за болезнью» 28 августа (9 сентября) 1803.
Однако опала, постигшая отца, практически не отразилась на судьбе сына. 28 января (9 февраля) 1807 принят на службу состоять по армии. Во составе Сумского гусарского полка принял участие в войне четвёртой коалиции. 30 августа (11 сентября) 1808 назначен шефом Дерптского драгунского (с 17.12.1812 конно-егерского) полка. Назначен командиром кавалерийской бригады в 16-й дивизии 13 (25) октября 1808; командиром 18-й кавалерийской бригады 6-й кавалерийской дивизии 13 (25) октября 1810; командиром 22-й кавалерийской бригады 7-й кавалерийской дивизии 4 (16) февраля 1811. За доблесть, выказанную в ходе Русско-турецкой войны 1806—1812 гг., неоднократно удостаивался различных наград.
После вторжения Наполеона в пределы Российской империи, Пален назначен командиром 11-й кавалерийской бригады 3-й кавалерийской дивизии. В составе Дунайской армии прибыл на Волынь, участвовал в боях Отечественной войны 1812 года: 13 сентября при Владимире-Волынском, 15 сентября при Кладневе, где отрезал неприятелю переправу через р. Буг, 17 сентября при Любомле, 20 сентября при Волковыске. Командуя авангардом 3-й Западной армии, 11 ноября прикрывал переправу через р. Брезину у Борисова и потерпел поражение в бою при Лошнице. После изгнания неприятеля из России, принял участие в заграничном походе русской армии.
Назначен командиром 2-й бригады 2-й конно-егерской дивизии 13 (25) мая 1813. В кампанию 1813 находился при блокаде крепостей Торн и Модлин, в сражениях 14 августа у Кацбаха, 17 августа при Левенберге (награждён орд. Св. Анны 1 ст.), 11 сентября при Бишофсверде, 4-7 октября при Лейпциге, где был контужен в левую ногу (награждён алмазными знаками орд. Св. Анны 1 ст.).
В кампании 1814 участвовал в блокаде Касселя, в сражениях 21-23 февраля при Суассоне, 25 февраля при Лаоне, 13 марта при Фен-Шампенуазе ( за отличие произведён 20 декабря 1815 (1 января 1816) в генерал-лейтенанты, со старшинством от 13 (25) марта 1814), 18 марта «при взятии горы Монмартр и сдаче Парижа» (награждён орд. Св. Владимира 2-й ст.), 19 марта при взятии Сен-Дени. За отличия в кампании 1814 г. награждён прусским орденом Красного Орла 2-й ст. Назначен командиром 1-й бригады 2-й конно-егерской дивизии 29 августа (10 сентября) 1814. Снят с шефов Дерптского конно-егерского полка 1 (13) сентября 1814.
В кампании 1815 участвовал во 2-м походе во Францию (дошёл до Германии): назначен начальником 2-й конно-егерской дивизии, затем начальником 1-й конно-егерской дивизии 1 (13) сентября 1815.
С 26 февраля (10 марта) 1827 назначен командующим 2-м сводным резервным кавалерийским корпусом, а 6 (18) декабря 1827 ещё и командиром 2-го резервного кавалерийского корпуса. Пожалован генералои от кавалерии 25 июня (7 июля) 1828; назначен командиром 2-го пехотного корпуса 1-й армии 22 сентября (4 октября) 1829; назначен начальником кавалерии Резервной армии 3 (15) мая 1831. Исключен из списков умершим 23 февраля (7 марта) 1834.

Могила на Введенском кладбище

Павел Петрович фон дер Пален умер 9 февраля 1834 года и был похоронен в Москве на Иноверческом (теперь Введенском) кладбище (1 уч.).

## Награды
- Александра Невского (01.01.1829)
- Св. Владимира 2-й ст. (18.03.1814)
- Св. Анны 1-й ст. (1813) с алмазами (1813)
- Св. Георгия 3-го кл. (25.07.1810)
- Св. Владимира 3-й ст. (22.12.1809)
- Св. Георгия 4-го кл. (23.11.1807)
- Св. Иоанна Иерусалимского (28.12.1798)
- золотую саблю «за храбрость» с алмазами (30.01.1810)
- Орден Святой Анны 3-й ст. (07.10.1798)
- прусский орден Красного орла 2-го класса (1814)[6].
- Серебряная медаль «В память Отечественной войны 1812 года» (1813)
- Бронзовая дворянская медаль В память Отечественной войны 1812 года (1814)
- Серебряная медаль «За взятие Парижа» (19.03.1826)

## Семья

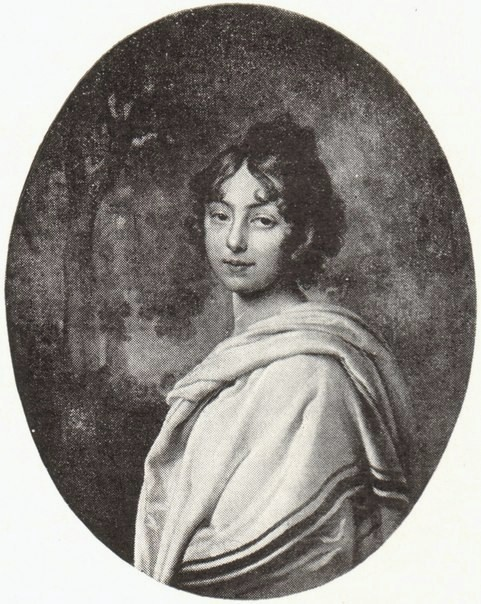
Мария Павловна, 1-я жена

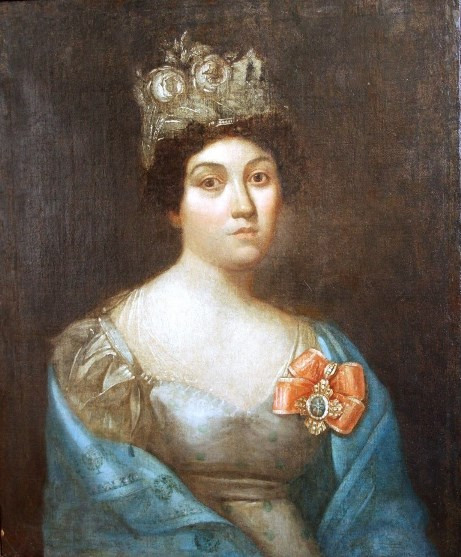
Екатерина Васильевна

Первая жена (с 31.01.1804 года) — графиня Мария Павловна Скавронская (1782—1857), дочь П. М. Скавронского. Брак закончился разводом. В браке была дочь:
- Юлия Павловна (1804—1875), в первом браке замужем за графом Н. А. Самойловым.

Вторая жена (с 1808 года) — Аграфена Ивановна Озерова (1791—07.10.1810), сестра сенатора П. И. Озерова; в первом браке была за Иваном Юрьевичем Лермонтовым, с которым в 1809 году развелась оттого, что была выдана «замуж в малолетстве по принуждению отца». Умерла вскоре после свадьбы.
Третья жена (c 1816 года) — Екатерина Васильевна Орлова (1790—13.05.1853), дочь атамана В. П. Орлова и сестра генерала В. В. Орлова-Денисова. С 22 августа 1826 года кавалерственная дама ордена Св. Екатерины (малого креста). По словам современника, «дом графини Пален отличался гостеприимством и любезным обществом. Сама она была олицетворенная доброта, прекрасно воспитана, без памяти любила свой родной Дон и все, что носило имя казака. Любила слушать чтения истории казачества и пение казацких дум, которые казаки поют, подыгрывая на теорбах». Похоронена в селе Благие Раненбургского уезда. Их дети:
- Николай Павлович (21.11.1817[8]; Митава —1849).
- Елизавета Павловна (1819— ?), с 1839 года замужем за св. князем Г. Г. Дадиан-Мингрельским (1798—1851).
- Екатерина Павловна (1820-е— ?), замужем (15.09.1850) за князем Иваном Григорьевичем Грузинским (1826—1880).
- Ольга Павловна
- Елена Павловна (27.02.1826[9]—23.08.1874), в первом браке за генерал-майором Аркадием Африкановичем Болдыревым (1793—1857), вторая его жена; во втором с 1858 года за статским советником, камергером Фёдором Платоновичем Голубцовым (1824—1890), старшим сыном генерал-майора П. И. Голубцова. Скончалась от удара и болезни сердца во Флоренции, похоронена в селе Благие[10]. Оба брака бездетны.